# Le Roux, Ardèche

Le Roux este o comună în departamentul Ardèche din sud-estul Franței. În 1 ianuarie 2022 avea o populație de 64 de locuitori.